# 南宋乾道二年温州水灾
南宋乾道二年温州水灾，史称乾道海溢，是宋孝宗（1166年）二年八月十七夜袭击温州沿海各县的潮灾，波及瓯江上游的处州青田县。灾难直接导致超过7万人死亡，田地、寺院、学校、盐场皆毁，灾后出现饥荒。温州沿海地区因灾变人烟稀少、土地抛荒，宋孝宗不得不传檄福建补籍，大量福建人口迁入开荒。

## 灾难经过
多则史料对潮灾有记载。根据万历《温州府志》的记载，乾道二年温州出现了饥荒，夏季温州瓯江口出现“蛟龙出水”的异象，继而乐清县“塔头斗门吼二日，海上浮钱”，因此耋老认为当地将会有大风潮；最后在农历八月十七夜间突发大风，并且在东风裹挟下雨势凶猛，风雨中人难支立、树木吹倒、屋瓦飘飞；至夜半潮水涌入温州城内，先是淹过墙壁一半高度，随后冲毁屋舍，将树木连根拔起，街市沦为汪洋；至四鼓（次日凌晨1至3时），风向转变后潮水才逐渐散去。根据瑞安《八水周氏族谱·草斋公谱序》记载，当日申酉时（15时至19时）先是“果一声惊震”，顷刻间风雨大作、洪水泛滥，即便是没有直接受到潮灾影响的山区，大雨也导致禾苗坏死、颗粒无收。叶适记载玉环岛上月霁将眠之时风雨暴作，洪水接踵而至，居民“闼启膝没，及霤荡胸，至门已溺死”，“食顷”之间万人遇难。
根据现存温州龙湾永中坦头村峰门山的帆船摩崖石刻（下“乾道二年水满到此”题刻系近现代乡贤王璞所刻），洪水最大高程可达69.68米。传说中抵达温州城的洪水“水满城齿”，水位大约在10-14米左右。万历《括苍汇志》也记载当年（讹作乾道元年）潮水溯流而上抵达青田县城，溺死者甚众。:35-36此外，温州瓯海茶山潘山村石壁上还有一个窟窿，相传是潮灾时撑篙系船之地方。

## 形成原因
水災成因有兩個說法，主流說法是风暴潮，另一說法是沿海地震引发海啸。吴松弟是地震说的提出者，他认为叶适记载的“食顷”淹没沿海显然属于属于海啸，同时“塔头斗门吼二日”或许是地震传播到沿海的声音；由于水灾的受灾区域局限于温州沿海和青田县，他推断这次海啸的烈度有限，震中应该在温州以东的近海:152-153。然而一方面叶适的记载可靠性存疑，他写这段文字的时候已经是49年后，灾难发生的时候叶适年仅17岁，应该还在永嘉家中读书，玉环岛上的记录更可能来自转述，不排除文学加工的可能:151-152；另一方面温州近海属于浅水大陆架，不利于海啸的发生。从当时的记载来看，无一例外将潮灾归咎于风雨，并没有明确的地震记载，而且时值八月十七望日前后，大风、大雨、大潮三者不期而遇，造成了千年难逢的潮灾。

## 灾害损失
《宋史》的记载温州覆舟溺死二万余人，江边无人收敛的尸骨记七千余。明弘治《温州府志》则依据七都岛任洲村灾前五千多口仅两百存活，活下来的人也因为食用浸泡在海水中的稻谷死亡，推算当时温州有90%的人口死亡。温州士大夫薛季宣也记载了自己家族的情况，在与友人信中称“孤单之族绝者五房，亲戚故人半入鬼录”，并且自己家在灾后没有粮食、挨饿度日，但比起死去的十万人算是幸运。:198-199员宗兴也有“沉家十万忍不论”的诗句，平阳至今有民謠謂「乾道水滿炎亭架，江南只剩十八家」。根据宋朝官方统计，温州因灾死绝男丁共14795丁，但统计只包括缴纳身丁钱的20到59岁成年男性人口，在这些人之外的妇女儿童、老弱病残死亡率可能更高。现代估计中，吴松弟认为温州总人口八九十万中约有10万人死亡，潘猛补认为温州总人口70万人中约有7万人死亡。:199
温州境内不论山区、平原地带耕地均受到破坏，秋季颗粒无收，并且由于咸潮导致土地盐碱化，沿海土地数年内都无法耕种。沿海盐场玉环天富北监、乐清长林场、永嘉场、瑞安双穗场、平阳天富南监均化为废墟，乐清县翁敏之所办乡校、瑞安县县学、江心屿龙翔寺乃至于永嘉山区的陶公洞均受到潮灾淹毁，永嘉、瑞安、平阳三县的水利设施均遭到重创。

## 灾后处置及移民潮

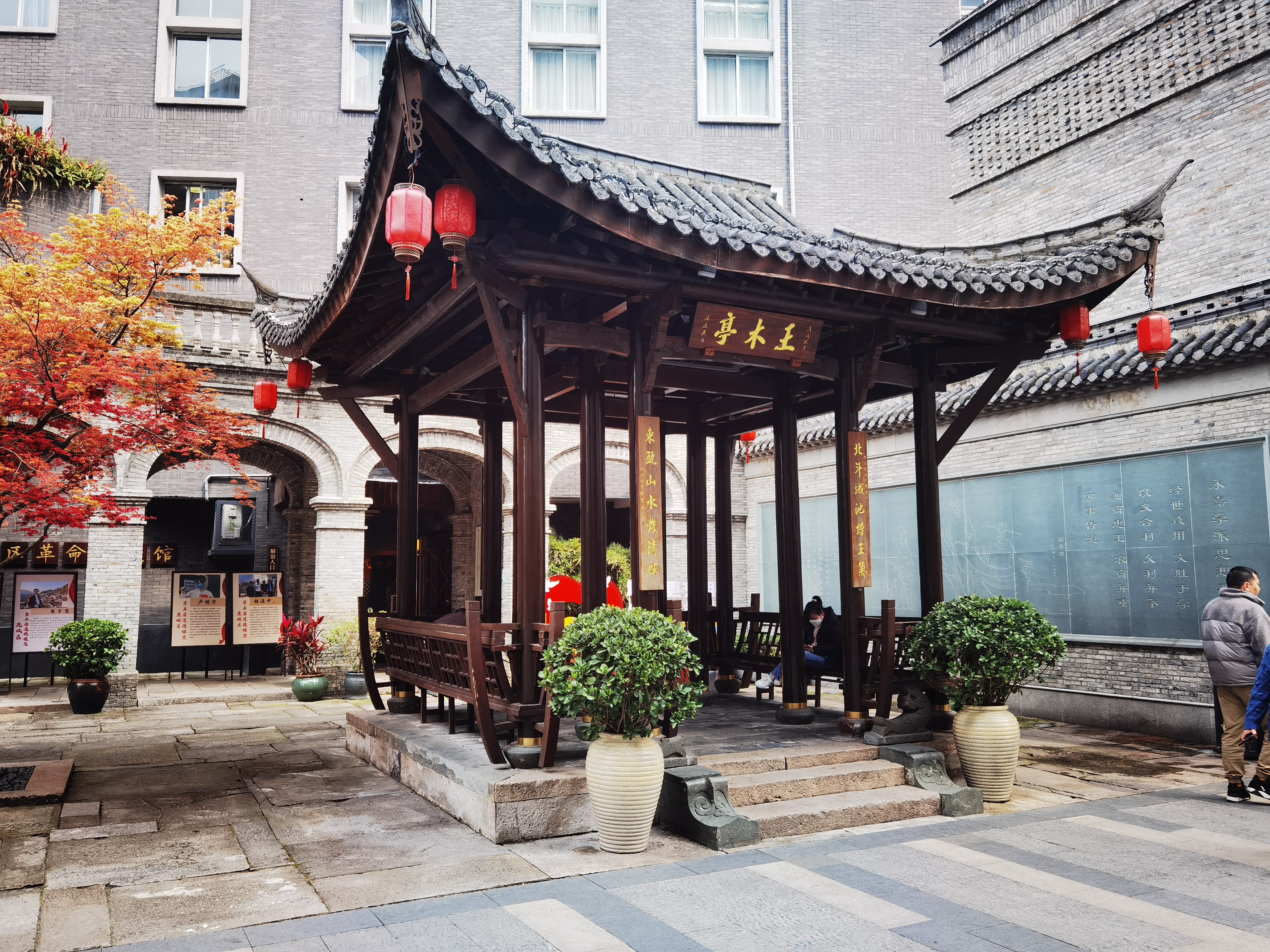
纪念参与灾后重建的两位温州籍状元王十朋和木待问所建立的王木亭

灾后温州知州刘孝韪同司农少卿陈良弼商议，决定先发放5万石存谷赈灾，再向朝廷上书请罪。朝中温州籍官员也联名上书呈报灾情。朝廷在灾后20天后才派遣浙东提举常平宋藻调拨粮食前来救援，九月十一再度又差度支郎中唐珣参与救灾，随后采取了赦免罪犯、减免税费等措施赈灾，但主持赈灾的刘孝韪和宋藻均因赈灾不力在次年受到罢免。随后的六年间，温州连换王逨、王之望、刘夙、刘敏士、曾逮、王伯庠、莫济七任知州，前仕福州的王之望移知温州后奉诏强制迁移福州人口填温，但官方的移民活动以失败告终。
然而仍有福建民众自发涌入温州垦荒，形成了温州历史上最大规模的闽人移民潮。至今温州沿海地区的家谱中，有很多提及乾道二年受灾及从福建迁入垦荒，来源集中在地少人多的福建东北部沿海，宋代迁入温州43族中35族来自福建。吴松弟估计此后二十年间迁入温州的福建人口至少10万；根据宋孝宗末年人口统计推算，建炎南渡以来迁入温州的北方人口大约在3万人左右，此次迁入的福建和其它地区移民及后裔分别约为15万人、4万人，南宋前期外来移民可以占到当时当时温州90万人口的将近四分之一。:199潘悟云认为这些移民虽然大多来自福建，多数成为温州话人口，和本地居民同化。。今天龙湾区永中张氏和瑞安市沿海各乡的郑、林、张、杨、任、翁、池诸姓都是福建迁入，乐清、平阳、苍南、龙港都有相当比例的人口都是灾后迁移。

## 引用文獻
1. ↑  孙建胜. . 温州人APP. 2021-11-12. （原始内容存档于2023-06-11）.
2. 1 2 3  孙建胜. . 龙湾新闻网. 2021-11-02. （原始内容存档于2023-06-11）.
3. 1 2 3 4  . 温州新闻网. 2020-06-15  [2023-05-27]. （原始内容存档于2023-05-27）.
4. 1 2 3  于运全. . 南昌: 江西高校出版社. 2005. ISBN 7-81075-712-1.
5. 1 2 3 4 5 6 7 8  潘猛补. . 温州职业技术学院学报. 2013, (3).
6. 1 2 3  吴松弟. 葛剑雄 , 编. . 第4卷 辽宋金元时期. 上海: 复旦大学出版社. 1997. ISBN 978-7-309-15224-1.
7. ↑  潘悟云. . 方言. 2009, (3): 201.
8. ↑  林汀水. . 中国社会经济史研究. 2003, (2).